# Хорхе Дапонте
Хорхе Дапонте (на испански: Jorge Daponte) е бивш аржентински пилот от Формула 1. Роден е на 5 юни 1923 година в Буенос Айрес, Аржентина.

## Формула 1
Хорхе Дапонте дебютира във Формула 1 през 1954 г. в Голямата награда на Аржентина, в световния шампионат на Формула 1 записва 2 участия като не успява да спечели точки. Състезава се с частен Мазерати.